# Šuttarna I.
Šuttarna I. je bil drugi kralj Mitanija. Njegovo ime je omenjeno na pečatu, odkritem v Alalahu. Napis se bere »sin Kirta« in je edini do zdaj odkriti napis, ki ga omenja. Vladaj je verjetno v zgodnjem 15. stoletju pr. n. št.